# Jonathan López (calciatore 1989)
Jonathan Yamil López (Chajarí, 19 gennaio 1989) è un calciatore argentino, attaccante del Colón (C).

## Caratteristiche tecniche
È un'ala sinistra.